# Il labirinto ai confini del mondo
Il labirinto ai confini del mondo è un romanzo thriller ad ambientazione storica dello scrittore italiano Marcello Simoni, edito da Newton Compton Editori nel 2013. È il capitolo conclusivo della trilogia del mercante di reliquie Ignazio da Toledo.

## Trama
Napoli, Anno del Signore 1229.
La scia di omicidi lasciata da un pericoloso e sfuggente cavaliere costringe l'inquisitore Konrad von Marburg a indagare sulla setta dei Luciferiani, devota a un antichissimo culto astrale. Suger de Petit-Pont, un magister medicinae cacciato dall'università di Notre-Dame, si trova suo malgrado coinvolto nella vicenda, attirando su di sé i sospetti di von Marburg. Ma non sarà l'unico a cadere nelle sue mani, avide di assicurare un colpevole alla giustizia divina: Ignazio da Toledo, giunto infatti a Napoli per vendere una reliquia, infiammerà i sospetti dell'inquisitore, fino al punto da essere ritenuto addirittura a capo dei famigerati Luciferiani e responsabile di tutti i delitti. Trovare una via d'uscita e dimostrare la propria innocenza non sarà affatto facile: Ignazio inizierà una complicata e rischiosa ricerca, che lo spingerà nel sud d'Italia, fino in Sicilia, alla “Corte dei miracoli” di Federico II. Il mistero sulla temibile setta si cela forse tra le mura del palazzo imperiale? E cosa nascondono i Luciferiani di così prezioso da valere il sacrificio di tante vite?

## Edizioni
- Marcello Simoni, Il labirinto ai confini del mondo, Gli insuperabili, Newton Compton Editori, 5 marzo 2015,  p. 375, ISBN 9788854174405.
- Marcello Simoni, Il labirinto ai confini del mondo, King, Newton Compton, 28 maggio 2020,  p. 384, ISBN 9788822742681.